# Gromada Augustowo
Gromada Augustowo war eine Verwaltungseinheit in der Volksrepublik Polen zwischen 1954 und 1969. Verwaltet wurde die Gromada vom Gromadzka Rada Narodowa, dessen Sitz sich in Augustowo befand und der aus 15 Mitgliedern bestand.

Die Gromada Augustowo gehörte zum Powiat Bielski in der Woiwodschaft Białystok und bestand aus den Gromadas Augustowo, Woronie, Bańki und Orzechowicze der aufgelösten Gmina Augustowo.

Am 31. Dezember 1959 wurden die Dörfer Malinowo, Stryki und Nałogi der aufgelösten Gromada Malinowo der Gromada Augustowo angegliedert.

Am 1. Januar 1969 wurde die Gromada Augustowo aufgelöst und in die neu gebildeten Gromada Bielsk Podlaski eingegliedert.